# Purifiés
Purifiés (ou Cleansed dans sa version originale) est la troisième pièce de théâtre écrite par Sarah Kane en 1998. Elle a pour cadre un camp de concentration établi dans ce qui fut une université.

## Synopsis
Cette pièce raconte l'histoire de personnages enfermés dans ce qui semble être un hôpital psychiatrique. Un couple d'hommes y est interné à cause de leur homosexualité, une femme cherche à tout prix à ressembler à son frère, un jeune homme perdu y apprend à lire et à écrire, et au milieu de cela navigue un médecin tortionnaire sadique,.

## Commentaires
Même sans avoir lu Antonin Artaud, Sarah Kane signe ici une œuvre chargée de toute la violence du théâtre de la cruauté, notamment par l'abandon du langage réaliste, de l'importance donnée à la mise en scène et de la ritualisation de la violence. On considère la pièce comme appartenant au courant britannique du théâtre In-Yer-Face.
Pendant l'écriture de la pièce, Kane découvre les Fragments d’un discours amoureux, et la comparaison que fait Roland Barthes entre l’amoureux malade d’amour et le prisonnier de Dachau. Selon Kane, les deux situations relèvent de la perte de soi:

« Quand j’ai lu ça, j’étais stupéfaite ; je me suis dit comment peut-on oser dire que la douleur amoureuse est aussi forte que ça. Mais ensuite, plus j’y pensais, plus je comprenais ce qu’il voulait dire. Il s’agit de perte de soi. Et quand on se perd soi-même, on va où ? Il n’y a nulle part où aller, c’est une sorte de folie en fait. Et en pensant à ça, je faisais le lien avec Purifiés. Si on met des gens dans une situation où ils se perdent eux-mêmes et si on écrit sur l’émotion de ceux qui se perdent alors on peut faire le lien entre les deux. Tant qu’on n’écrit pas quelque chose comme « Auschwitz 1944 », qui bien sûr serait trop réducteur »

## Mises en scène remarquables

### Au Royaume-Uni
- Cleansed a été créé au Royal Court Theatre de Londres le 30 avril 1998, dans une mise en scène de James Macdonald. Les rôles étaient interprétés par Martin Marquez, Stuart McQuarrie, James Cunningham, Danny Cerqueira, Suzan Sylvester, Daniel Evans et Victoria Harwood. Kane a joué le rôle de Grace lors des trois dernières représentations en raison d'une blessure de l'actrice.

### En France
- 1999: André Wilms au Théâtre de la Bastille[5]

- 2002: Krzysztof Warlikowski au Festival d'Avignon, avec Mariusz Bonaszewski, Malgorzata Hajewska-Krzysztofik, Redbad Klynstra, Jacek Poniedzialek (en polonais)[1]
- 2002: Claude Régy[6]